# قطاربان
قطاربان (انگلیسی: Poppoya) یک فیلم است که در سال ۱۹۹۹ منتشر شد. از بازیگران آن می‌توان به کن تاکاکورا، شینوبو اوتاکه، ریوکو هیروسوئه، ماسانوبو آندو و یوشیکو تاناکا اشاره کرد.